# Roberto Mauri (medaglista)
Roberto Mauri (Roma, 19 luglio 1949) è un medaglista italiano.

## Biografia
Dopo essersi diplomato al liceo scientifico si iscrive alla facoltà di architettura.
All'università segue i corsi di calcografia e design industriale e nel 1983 si diploma alla "Scuola dell'Arte della Medaglia - Giuseppe Romagnoli" dell'IPZS.
Dopo aver svolto il lavoro di arredatore d'interni entra nell'Istituto Poligrafico e Zecca dello Stato dove si occupa della fonderia artistica e dello studio d'incisione.
Studia inoltre l'utilizzo del computer nella progettazione e nella realizzazione di coni e sperimenta la microincisione. 
Nel 2002 disegna la moneta da 50 centesimi di euro delle monete euro italiane con la statua equestre di Marco Aurelio in Piazza del Campidoglio a Roma.

## Fonti
- Biografia, su mebnet.altervista.org.